# Mahdi-Trilogie

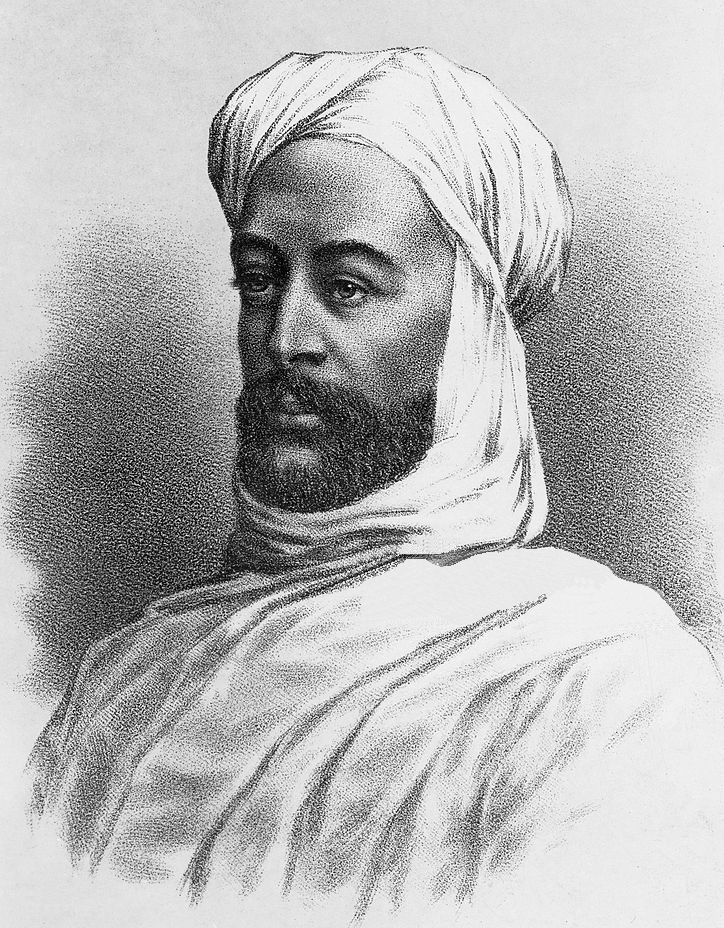
künstlerische Darstellung von Muhammad Ahmad, genannt al-Mahdi (1844–1885)

Die Mahdi-Trilogie bzw. Im Lande des Mahdi umfasst die Bände 16–18 der Gesammelten Reiseerzählungen von Karl May. Sie beschreibt die Abenteuer von Kara Ben Nemsi und seinem Begleiter Ben Nil in Ägypten und dem Sudan.

## Entstehungsgeschichte
Die Zeitschrift Deutscher Hausschatz, herausgegeben von Friedrich Pustet in Regensburg, veröffentlichte von 1891 bis 1893 in Fortsetzungen die Reiseerzählung Der Mahdi in zwei Jahrgängen. Der erste Jahrgang umfasste die Kapitel Am Nile, der zweite die Kapitel Im Sudan. Als Karl May 1896 für Friedrich Ernst Fehsenfeld die Zeitschriftenversion für die Buchform vorbereitete, zeigte sich, dass der erste Jahrgang genau den Umfang eines Buches von ungefähr 640 Seiten hatte. Der zweite Teil war allerdings zu umfangreich für einen Band, so dass May sich entschloss, eine Trilogie zu gestalten. Dafür musste er zwei weitere Kapitel neu schreiben, wobei er auch den Originalschluss ersetzte. Das ergab folgende Aufteilung:
1. Im Lande des Mahdi I. (seit 1950 Menschenjäger.)
- Erster Band. Am Nile.

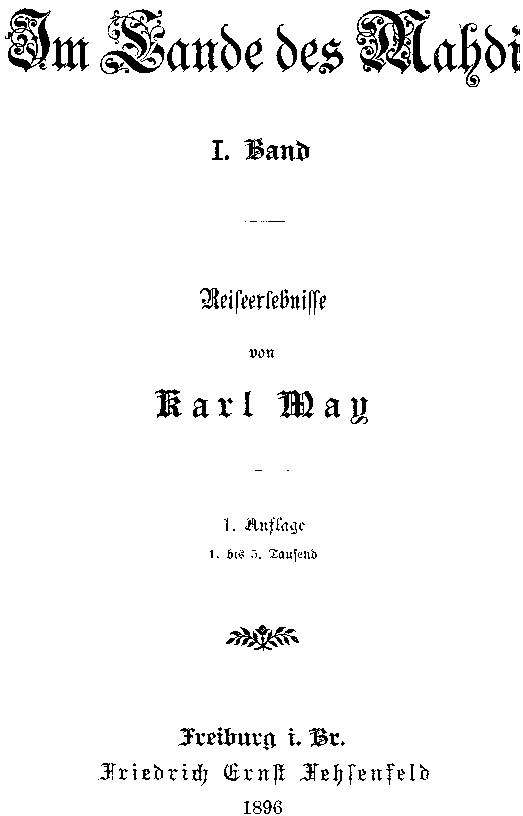
Titelblatt der Erstausgabe als Buch (1896)
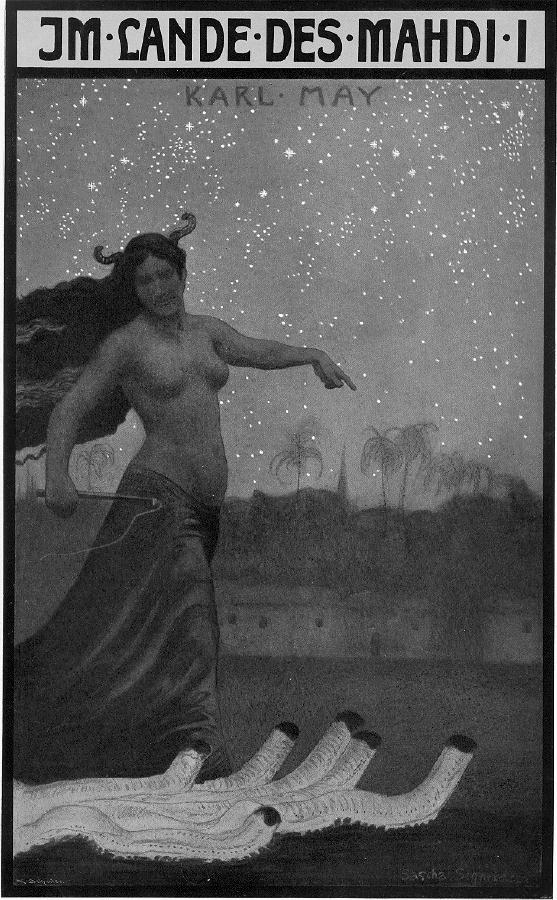
Sascha-Schneider-Ausgabe des Buches (1905)

2. Im Lande des Mahdi II. (seit 1950 Der Mahdi.)
- Zweiter Band. Im Sudan. (1. Teil)

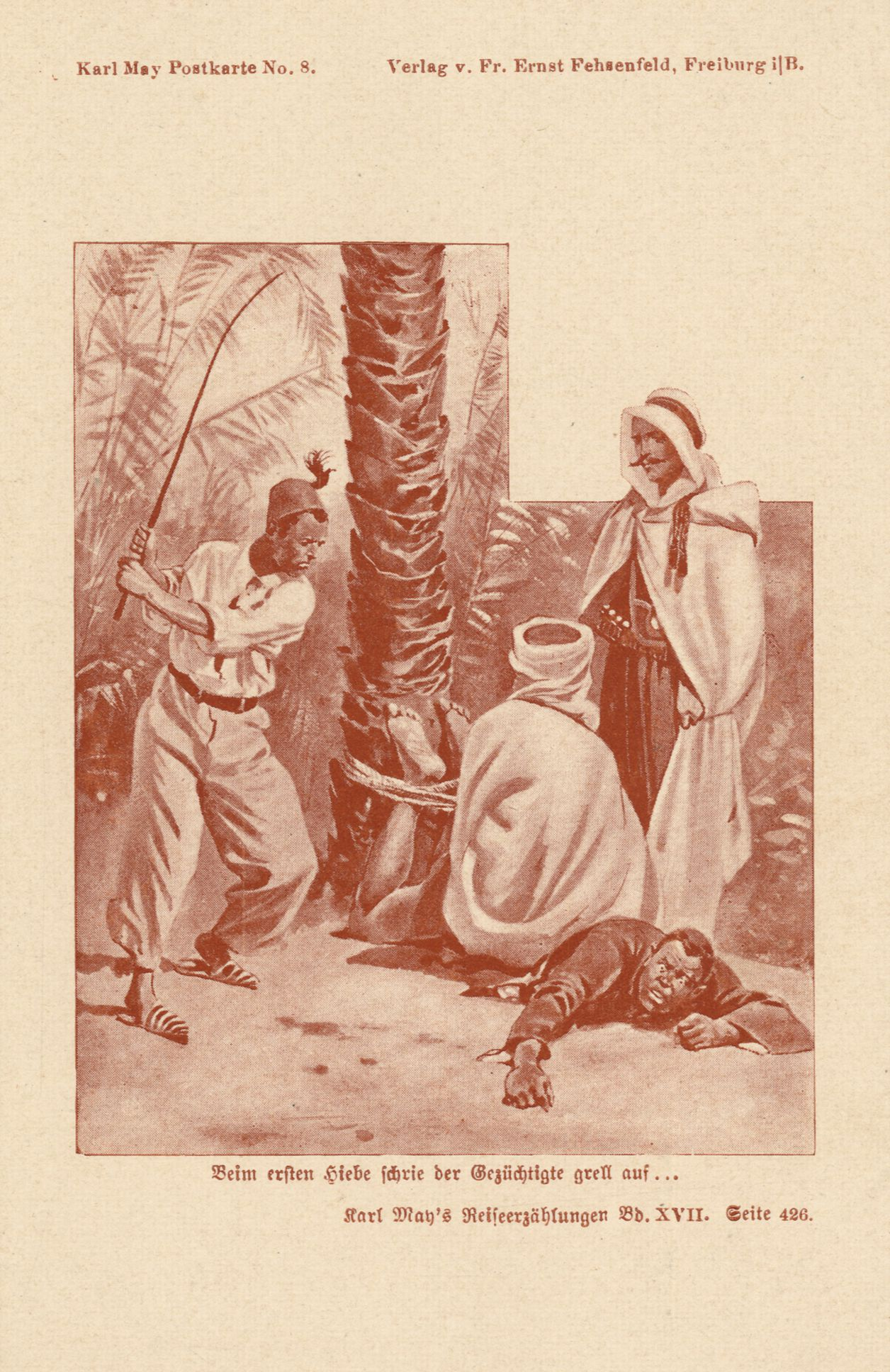
Kara Ben Nemsi (rechts) bei der Bastonnade, Postkarte (um 1900)
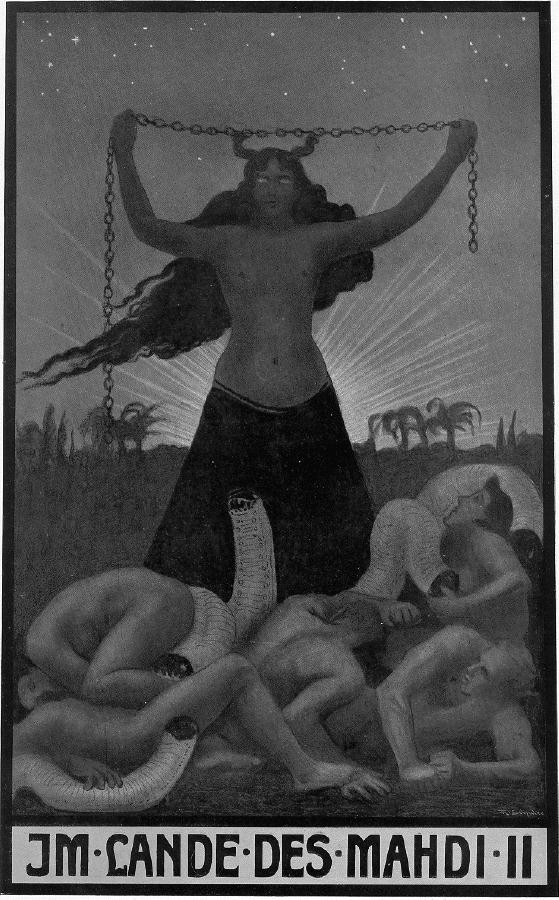
Sascha-Schneider-Ausgabe (1905)

3. Im Lande des Mahdi III. (seit 1950 Im Sudan.)
- Zweiter Band. Im Sudan. (2. Teil)
- Thut wohl denen, die Euch hassen (1896 neu)
- Die letzte Sklavenjagd (1896 neu)

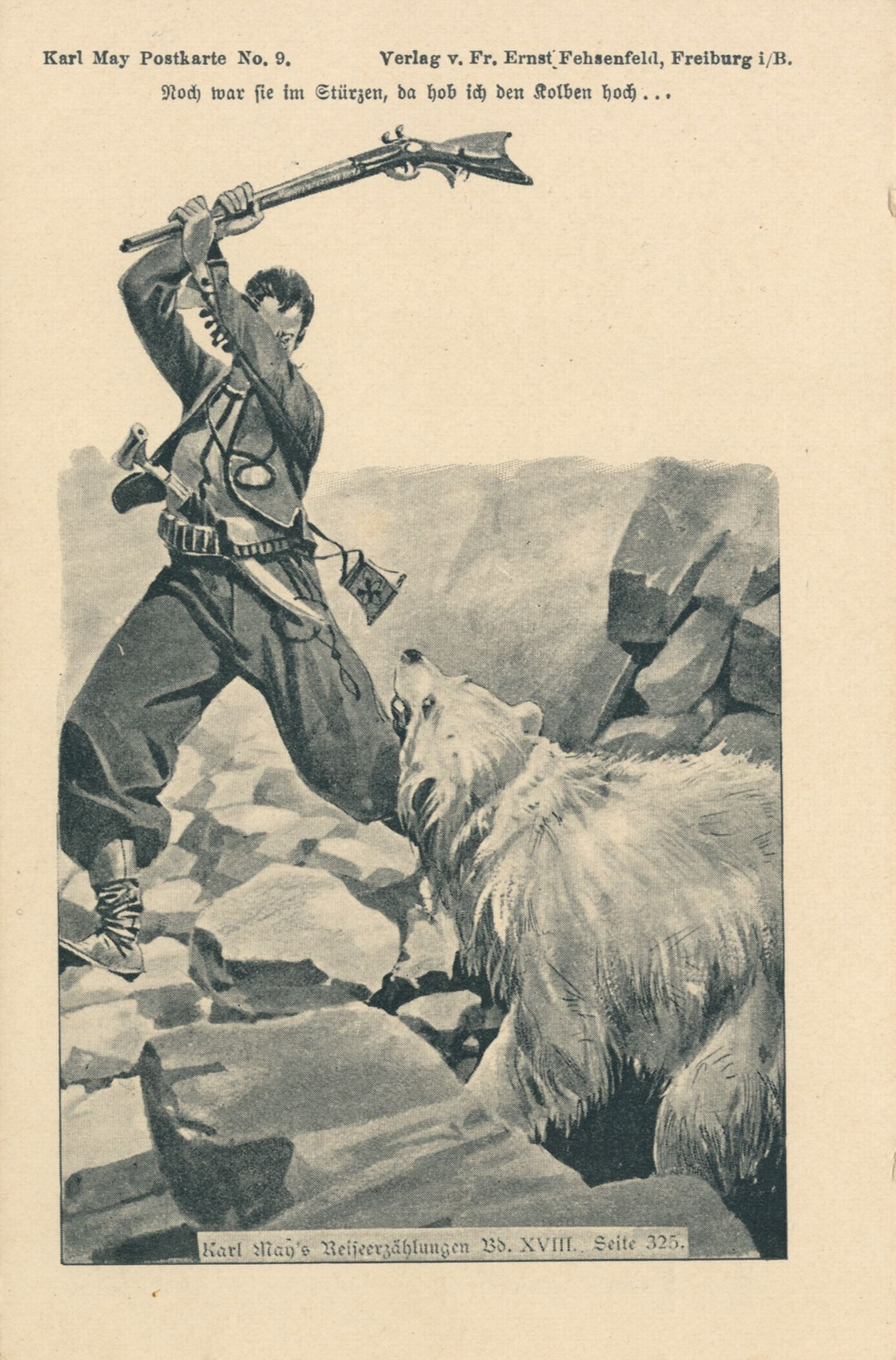
Kara Ben Nemsi kämpft mit einem Bären, Postkarte (um 1900)
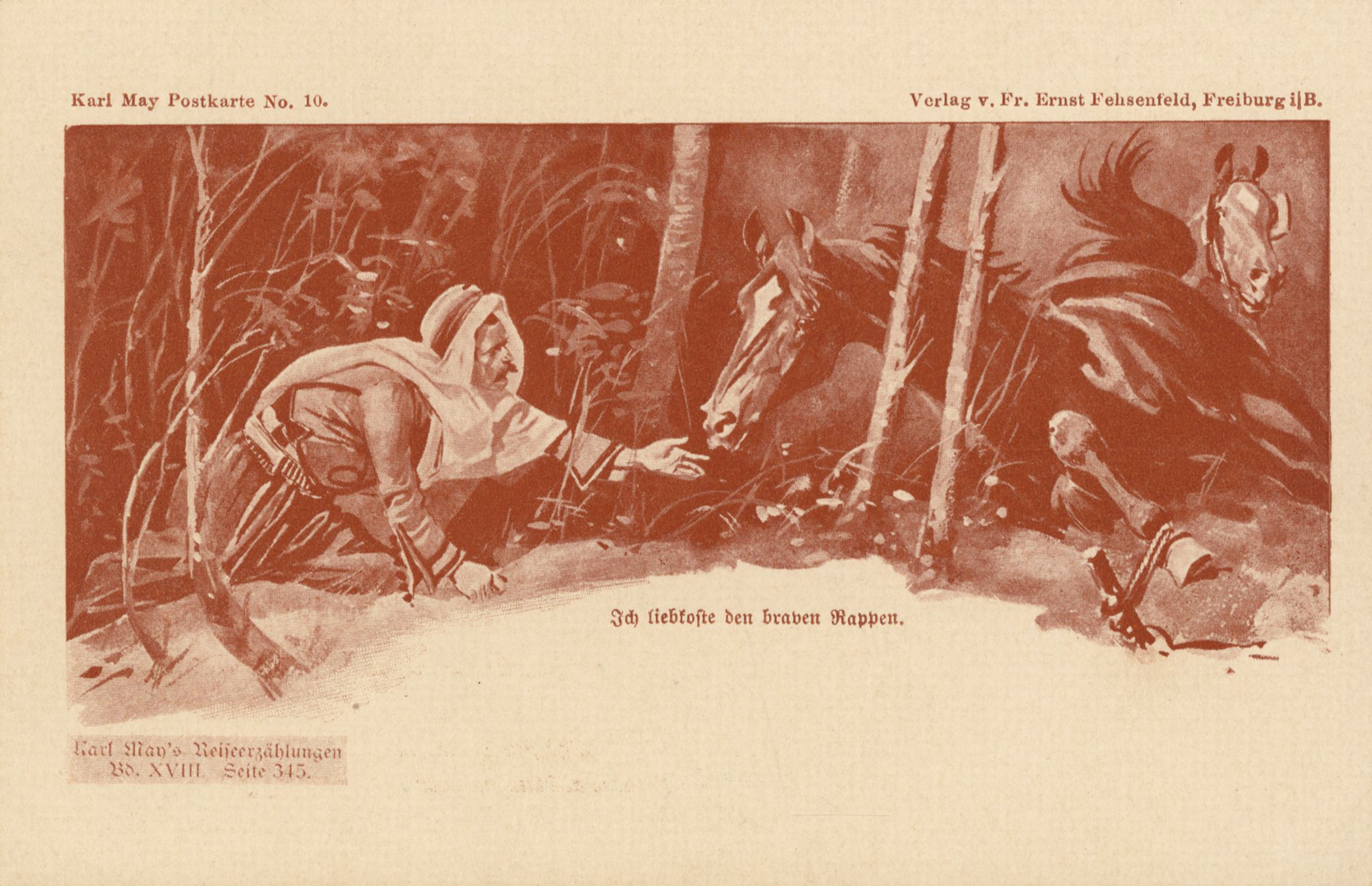
Kara Ben Nemsi und sein Rappe Rih, Postkarte (um 1900)
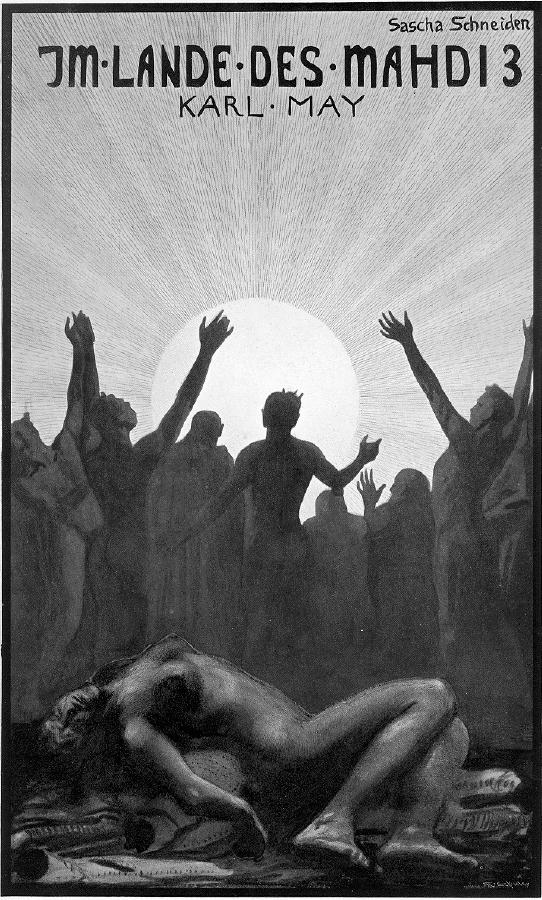
Sascha-Schneider-Ausgabe (1905)

Die beiden neuen Kapitel waren allerdings ein Eingriff in das Gesamtwerk. Besonders das 3. Kapitel („Thut wohl denen, die Euch hassen“) blieb ein Fremdkörper. Der zeitliche Rückgriff auf ein Abenteuer mit Hadschi Halef Omar in Kurdistan markiert einen Bruch.
Bis 1941 wurde diese Version vom Karl-May-Verlag Radebeul unverändert gedruckt. Nach dem Krieg wurden ab 1950 logische und Sprachproben-Fehler korrigiert, die Kapitelanzahl erhöht und die drei Bände mit neuen Titeln versehen. Der Obertitel „Im Lande des Mahdi“ verblieb allerdings auf den goldenen Buchrücken-Schildern.

## Inhalt

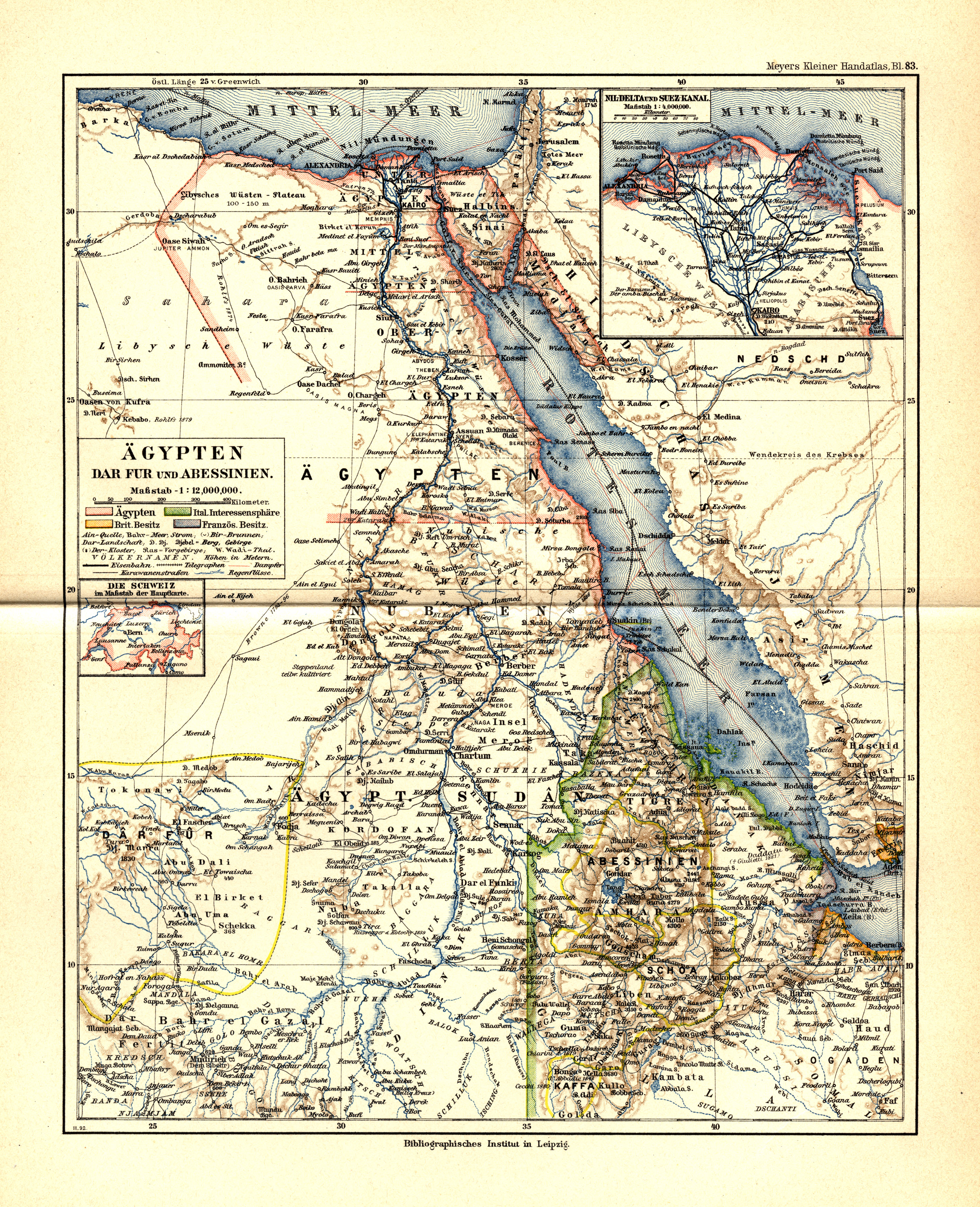
Ägypten und Sudan gegen Ende des 19. Jahrhunderts: Reale Handlungsorte sind u. a. Kairo, Siut und Faschoda

### Menschenjäger

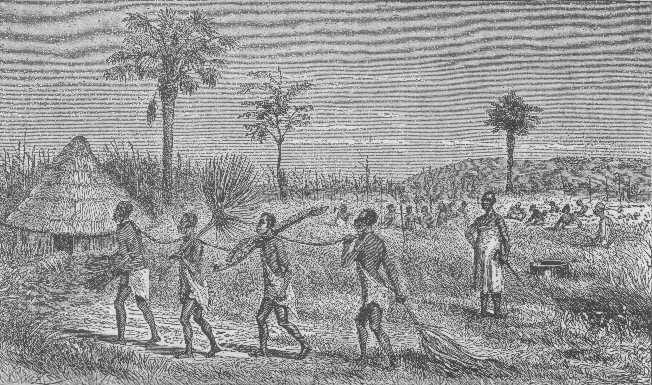
Sklaven im Sudan, 19. Jahrhundert

Kara Ben Nemsi hat in Kairo Abenteuer zu bestehen, die ihn in Verbindung mit Sklavenhändlern bringen. Er soll ermordet werden, entkommt aber dem Anschlag und rettet später auch noch Ben Nil („Sohn des Nils“). Bei der Weiterreise nilaufwärts lernt er den Reïs Effendina („Kapitän unseres Herren = des Khediven“) kennen. Dieser ist der oberste Sklavenjäger-Jäger Ägyptens, und gemeinsam nehmen sie die Verantwortlichen einer Sklavenkarawane fest. Die Hauptschurken Abd el Asl und dessen Sohn Ibn Asl („Diener“ und „Sohn des Ursprungs/Gottes“) entkommen in den Sudan. Kara Ben Nemsi verspricht dem Höhlenführer Ben Wasak, seinen Bruder zu suchen, der nach einer Reise im Sudan vermisst wird.

### Der Mahdi
Auf der Reise durch Kordofan rettet Kara Ben Nemsi den Fakir Muhammad Ahmad vor einem Löwen. Er erfährt, dass dieser sich für den erwarteten Mahdi hält. Auch er ist ein Verbündeter der Sklavenjäger. Kara Ben Nemsi und Ben Nil reiten voraus an den Nil und geraten in die Hände Ibn Asls. Sie befreien sich und treffen auf den Reïs Effendina. Gemeinsam siegen sie in einigen Zusammenstößen und töten Abd el Asl. Der Bruder des Höhlenführers Ben Wasak, Hafid Sichar, wird aus der Sklaverei befreit. Kara Ben Nemsi und seine Gefährten erreichen Faschoda. Der dortige Mudir Ali Effendi Abu Hamsah Miah („Abu Hamsah Miah“ bedeutet „Vater der Fünfhundert“ und bezieht sich auf Hiebe) genannt, ist für seine Grausamkeit berüchtigt, unterstützt aber den Kampf gegen die Sklaverei. Weiter im Süden erobert die Gruppe um Kara Ben Nemsi ein Hauptquartier der Sklavenjäger. Ibn Asl ist jedoch bereits auf eine Sklavenjagd in den Südsudan aufgebrochen und entzieht sich somit abermals dem Zugriff des Reïs Effendina.

### Im Sudan
Kara Ben Nemsi schließt am Obernil ein Bündnis mit dem Stamm der Bor. In der Nähe lagern auch die Sklavenjäger Nubar, der Muza'bier, und Abd el Barak, der Mokkadem der heiligen Kadirine. Nach dessen gescheitertem Versuch, Kara Ben Nemsi, Ben Nil und Selim gefangen zu nehmen, werden beide auf Befehl des Reïs Effendina erhängt. Danach nehmen die Askaris des Reïs Effendina und die verbündeten Bor-Krieger die Verfolgung Ibn Asls auf. Die Expedition erreicht das Dorf Wagunda der Gohk abseits des Nils. Kara Ben Nemsi ersinnt einen Angriffsplan gegen die erwarteten Sklavenjäger, kann sich jedoch gegenüber dem Reïs Effendina nicht durchsetzen. Stattdessen nimmt Ibn Asl den ihn verfolgenden Kara Ben Nemsi gefangen und brennt das Nachbardorf Foguda nieder. Dessen Bewohner werden entweder ermordet oder versklavt. Das Dorf Wagunda kann durch die Flucht Kara Ben Nemsis gerettet werden. Ibn Asl wird gefangen genommen und hingerichtet. Der eifersüchtige Reïs Effendina will seinen Mitstreiter kaltstellen und sendet ihn zu einer vermeintlich entlegenen Nilinsel. Dennoch gelingt es Kara Ben Nemsi, einen weiteren Schlag gegen die Sklavenhändler zu führen.
Ein in dieser Episode auftretender Kurde ist ein früherer Bekannter Kara Ben Nemsis. Daher enthält der Band einen umfangreichen Einschub, die Kurdistan-Kapitel 6 bis 13. Diese Kapitel enthalten die Verfolgung und Überlistung der Kelhur-Kurden unter Scheik Schir Samurek. Dieser raubte die Pferde Kara Ben Nemsis und seines Dieners Hadschi Halef Omar.

## Zitat
Mary, die Tochter des Missionars Waller, erklärt in Und Friede auf Erden! zu Füßen der großen Pyramide von Gizeh „in einem Moment wunderbarster Fiktion Mays schriftstellerisches Leitmotiv“:

„‚Weißt du, Vater, an wen ich jetzt denke?‘ sagte sie. ‚An Karl May. Ich habe seine drei Bände Im Lande des Mahdi gelesen, und - - -‘
‚Lies nicht das dumme Zeug von diesem May!‘ unterbrach er sie rasch und schnarrend. ‚Dieser Schriftsteller hat nichts als Phantasie, und du weißt, daß mir seine weichliche Frömmigkeit widerwärtig ist!‘“

## Buchausgaben
- Karl May: Menschenjäger. Reiseerzählung Band 16, Karl-May-Verlag, Bamberg 1952.
- Karl May: Der Mahdi. Reiseerzählung Band 17, Karl-May-Verlag, Bamberg 1952.
- Karl May: Im Sudan. Reiseerzählung Band 18, Karl-May-Verlag, Bamberg 1952.
- Aktuelle Ausgaben in der Bücherdatenbank.